# Рени (Украйна)
Вижте пояснителната страница за други значения на Рени.
Рени́ (на украински: Рені) е град от районно значение в Измаилски район,Одеска област, Украйна Има население от 19 488 души (2011).

## География
Отстои югозападно от Одеса на разстояние 220 километра, по шосе – 280 км. Разположен е на левия бряг на река Дунав. На 2 километра западно от покрайнините на града е началото на украинския дунавски участък, а преди него се намира с. Джурджулещ с единствения излаз и пристанище на Молдова на Дунав край устието на притока му Прут. На по-малко от километър от югоизточния край на Рени започва заливното езеро Кагул.
Населението на града според официална оценка се състои от 19 488 души към 1 януари 2011 г., като е спаднало с 993 д. (4,85 %) за 10 г. Етническият му състав включва: 50 % молдовани, 17,5 % украинци, 15,5 % руснаци.

## История
На територията на града са открити археологически находки от 4 век пр.н.е. По време на османското владичество (1621-1812) тамошното селище се казва Томарово.
През 1886 г. в Рени по Дунав е докаран българският княз Александър I Батенберг след преврата от 8-9 август същата година, когато е принуден да се откаже от престола. Той се връща в България още на 17 август, но все пак потвърждава абдикирането си и на 26 август напуска княжеството завинаги.
На 1 септември 1998 г. е открит филиал на Днепропетровската академия по управление, бизнес и прав (днес Днепровски университет по икономика и право).

## Население

### Етнически състав
Численост и дял на етническите групи според преброяването на населението през 2001 г.:
| Етническа група | Численост | Дял (в %) |
| Общо            | 20 761    | 100.00    |
| Украинци        | 6694      | 32.24     |
| Молдовци        | 6126      | 29.50     |
| Руснаци         | 5589      | 26.92     |
| Българи         | 1012      | 4.87      |
| Гагаузи         | 736       | 3.54      |
| Беларуси        | 149       | 0.71      |
| Туркмени        | 56        | 0.26      |
| Германци        | 33        | 0.15      |
| Арменци         | 32        | 0.15      |
| Поляци          | 29        | 0.13      |
| Грузинци        | 28        | 0.13      |
| Татари          | 26        | 0.12      |
| Евреи           | 24        | 0.11      |
| Румънци         | 22        | 0.10      |
| Чуваши          | 19        | 0.09      |
| Узбеки          | 18        | 0.08      |
| Литовци         | 14        | 0.06      |
| Гърци           | 11        | 0.05      |
| Азербайджанци   | 10        | 0.04      |
| Корейци         | 10        | 0.04      |
| Други           | 123       | 0.59      |

### Езици
Численост и дял на населението по роден език, според преброяването на населението през 2001 г.:
| Роден език | Численост | Дял (в %) |
| Общо       | 20 761    | 100.00    |
| Руски      | 14 645    | 70.54     |
| Молдовски  | 2764      | 13.31     |
| Украински  | 2595      | 12.49     |
| Гагаузки   | 316       | 1.52      |
| Български  | 280       | 1.34      |
| Беларуски  | 21        | 0.10      |
| Арменски   | 14        | 0.06      |
| Румънски   | 11        | 0.05      |
| Полски     | 3         | 0.014     |
| Унгарски   | 2         | 0.009     |
| Еврейски   | 1         | 0.004     |
| Немски     | 1         | 0.004     |
| Цигански   | 1         | 0.004     |
| Други      | 106       | 0.51      |

## Икономика
Рени разполага с морско пристанище, нефтобаза, 2 железопътни гари. Има хлебозавод, месокомбинат, винзавод, слънчева централа и други предприятия.